# МР-512
МР-512 (жарг. «Мурка») — пружинно-поршнева пневматична гвинтівка калібру 4,5 мм (.177). Виліт кулі з каналу ствола робиться за рахунок енергії стисненого повітря, отриманої внаслідок руху важкого поршня під дією бойової пружини. Взвод бойової пружини здійснюється переломом ствола у вертикальній площині. Призначена для початкового навчання стрільби по мішенях і розважальної стрільби. Існує посилена модифікація гвинтівки МР-512М, призначена для полювання. Випускається Іжевським механічним заводом.
Виріб є Дипломантом конкурсу «100 найкращих товарів Росії» 2004 року.

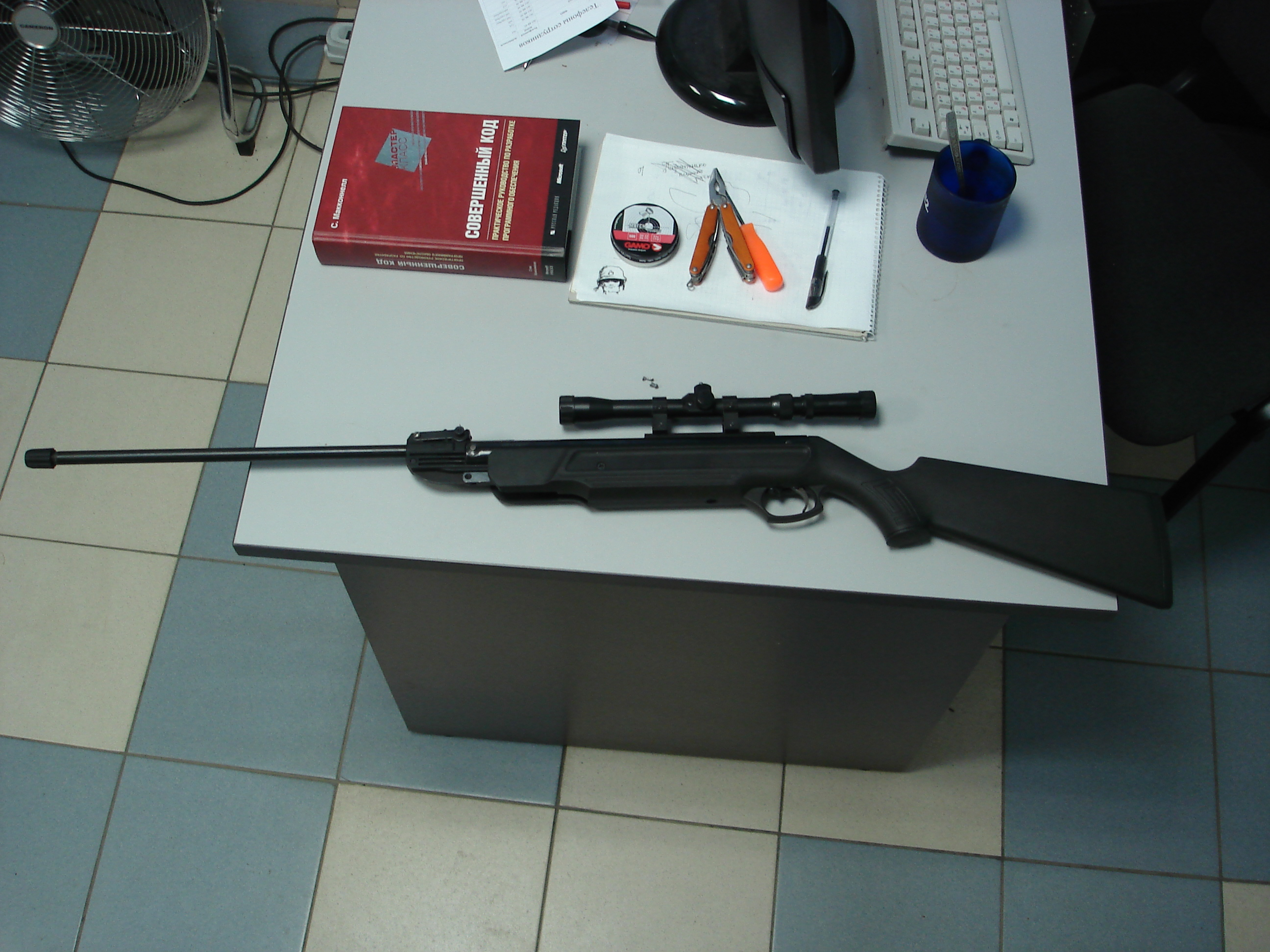
МР-512 з оптичним прицілом.

## Опис
Це є найпоширеніша пневматична гвинтівка в Росії і, нерідко, вважається найкращою за співвідношенням: ціна-якість. Переломна конструкція і порівняльна простота внутрішньої будови — забезпечують високу надійність (правда, останнім часом виробник робить спроби випуску гвинтівок з пластиковою ствольною колодкою замість традиційної стальної — надійність таких гвинтівок нижче, пластик часто не витримує навантажень тяги взведення та руйнується).
Гвинтівка виконана переважно із сталі, ложе буває пластиковим (практичніше) або березовим (приємніше тримати в руках, але в той же час гвинти на дерев'яному ложі доводиться частіше підкручувати через великої віддачі, а якщо затягнути їх занадто сильно, при пострілі дерево може тріснути) Штатні прицільні пристосування складаються з прямокутної мушки в кільці і цілика, регульованого по вертикалі та горизонталі. Сталевий нарізний ствол має 6 правобічних нарізів і довжину 450 мм. На верхній частині стовбурної коробки розташована напрямна, типу «ластівчин хвіст», шириною 11 мм для встановлення оптичних та коллиматорних прицілів.

## Тактико-технічні характеристики
Паспортна дулова енергія гвинтівки не перевищує 7,5 Дж і 25 Дж для модифікації МР-512М (на практиці в межах 12-14 Дж).
Це відповідає початковій швидкості вильоту півграммовой кулі ~ 170 або ~ 220—240 м\с відповідно. Проте, насправді швидкість кулі може бути набагато менше паспортної і коливається від екземпляра до екземпляра.
Купчастість стрільби кулями типу КП 7,9 на відстань 30 метрів становить 30-40 мм по краях пробоїн.

## Доведення і апгрейд
Висока популярність МР-512 в Росії в, основному, викликана тим фактором, що гвинтівка легко піддається доведенню, у тому числі збільшення її потужності.
Шляхи та методи покращення характеристик гвинтівки багаторазово описано на просторах Інтернету, найбільш повно і всебічно → Апгрейд та доведення пневматичної гвинтівки МР-512